# Operatie Sommernachtstraum
Operatie Sommernachtstraum was een Duitse militaire operatie in Noord-Afrika tijdens de Tweede Wereldoorlog. Het betrof een verkenningsopdracht voor onderdelen van het Duitse Afrikakorps over de grens met het door de Britten verdedigde Egypte.

## Verloop van de operatie
Met deze operatie wilde generaal Rommel te weten komen of de Britten hun krachten aan het opbouwen waren voor een tegenoffensief te lanceren en tegelijkertijd eventuele depots met voorraden te veroveren. De raid werd echter op 14 september 1941, de eerste dag, opgemerkt door de RAF en leed verliezen door gecombineerde artilleriebeschietingen en bombardementen van de Britse luchtmacht. De Duitse verkenningsgroep vond echter geen tekenen van een Britse machtsopbouw en er werden eveneens geen depots gevonden. Op 16 september trok Rommel de Duitse eenheden terug, en geloofde dat de Britten nog nergens stonden met de opbouw van een tegenoffensief. Ook het vinden van Britse documenten, die spraken van een terugtocht naar Mersa Matruh, versterkten Rommels gedachten.

## Gevolgen
Aangezien Rommel nu geloofde dat de linies aan de Egyptische grens voor het moment veilig waren, richtte hij zijn aandacht nu op het Britse garnizoen in Tobroek, dat volledig omsingeld was door Duitse en Italiaanse eenheden. Rommel geloofde dat hij op 25 november klaar zou zijn voor een beslissende aanval op de havenstad. Op 18 november barstte echter het Britse tegenoffensief, Operatie Crusader, los. De Duitse en Italiaanse troepen werden volkomen verrast, maar tegen 23 november was het Britse offensief vastgelopen en overgegaan in een serie van over en weer gaande bliksemaanvallen die uiteindelijk toch zouden uitmonden in een Britse opmars naar het westen.